# Walter Sydney Adams
Walter Sydney Adams (Antioquia, 20 de dezembro de 1876 — Pasadena, 11 de maio de 1956) foi um astrônomo norte-americano.
Nasceu na Síria, filho de pais missionários, e se mudou para os Estados Unidos em 1885. Graduou-se pelo Dartmouth College em 1898 e continuou seus estudos na Alemanha. Depois de retornar aos Estados Unidos, começou uma carreira em astronomia que culminou quando tornou-se diretor do observatório Mount Wilson.
Seu maior interesse foi o estudo dos espectros estelares. Trabalhou em espectroscopia solar e foi um dos descobridores de uma relação entre as intensidades relativas de certas linhas espectrais e a magnitude absoluta de uma estrela.
Demonstrou que os espectros podem ser usados para determinar se uma estrela é uma gigante ou uma anã. Em 1915 começou um estudo da companheira de Sirius, Sírus B, e concluiu que, apesar de seu tamanho pouco maior que terra, a superfície da estrela era mais brilhante por unidade de área que o sol, tendo a mesma massa que o sol. Esta estrela, mais tarde, passou a ser conhecida como uma anã branca.

## Prémios e honrarias
- 1917 - Medalha de Ouro da Royal Astronomical Society[1]
- 1918 - Medalha Henry Draper[2]
- 1923 - Prêmio Valz
- 1926 - Prêmio Jules Janssen[3]
- 1928 - Medalha Bruce[4]
- 1934 - Medalha Janssen
- 1947 - Henry Norris Russell Lectureship

### Obituários
- MNRAS 117 (1957) 243
- Obs 76 (1956) 139
- PASP 68 (1956) 285